# Ladislav Kratochvíl
Ladislav Kratochvíl (* 24. listopadu 1967 Roudnice nad Labem) je český malíř a ilustrátor. Věnuje se převážně grafice. Maluje temperou na sololit a akrylem na plátno. V poslední době se zaměřuje na hyperrealistické portrétování a to jak tužkou, tak i olejem na plátno. Žije v Chrastavě, kam se přistěhoval v roce 2007 z Liberce.

## Život
Vystudoval Střední průmyslovou školu sdělovací techniky v Ústí nad Labem. V letech 1978– 1982 navštěvoval Lidovou školu umění v Litoměřicích a to s výborným prospěchem. Zdárně složil talentové zkoušky na Středním odborném učilišti v Kamenickém Šenově, obor malíř skla a porcelánu. Bohužel pro velký počet uchazečů nebyl přijat. Na malování ale nezanevřel, a věnuje se mu i nadále. Svůj talent rozvíjel na kurzech kreslení v pražských ateliérech u profesionálních lektorů MgA. Tomáše Kubíka a MgA. Leoše Suchana, kteří mu pomohli najít svou vlastní tvář i svůj osobitý styl.

## Dílo
V minulosti se věnoval převážně grafice a maloval temperou na sololit, později akrylem na plátno. V současné době[kdy?] se zaměřil na hyperrealistické portrétování a to jak tužkou, tak i olejem na plátno.
Spolupracoval s grafickým studiem Malý Princ, Liberec, který v roce 1993 vytiskl jeho kompletní omalovánky pro děti.

## Výstavy
Samostatně vystavoval své obrazy:
- 2013 – Ruce, které umí – Chrastava
- 2016 – Obrazy Ladislava Kratochvíla – Zámek Lomnice nad Popelkou
- 2017 – Galerie firmy KODAP – tř. 1. máje 97, Liberec
- 2017 – Výtvarné mosty II – Malé divadlo Liberec

## Obrazy

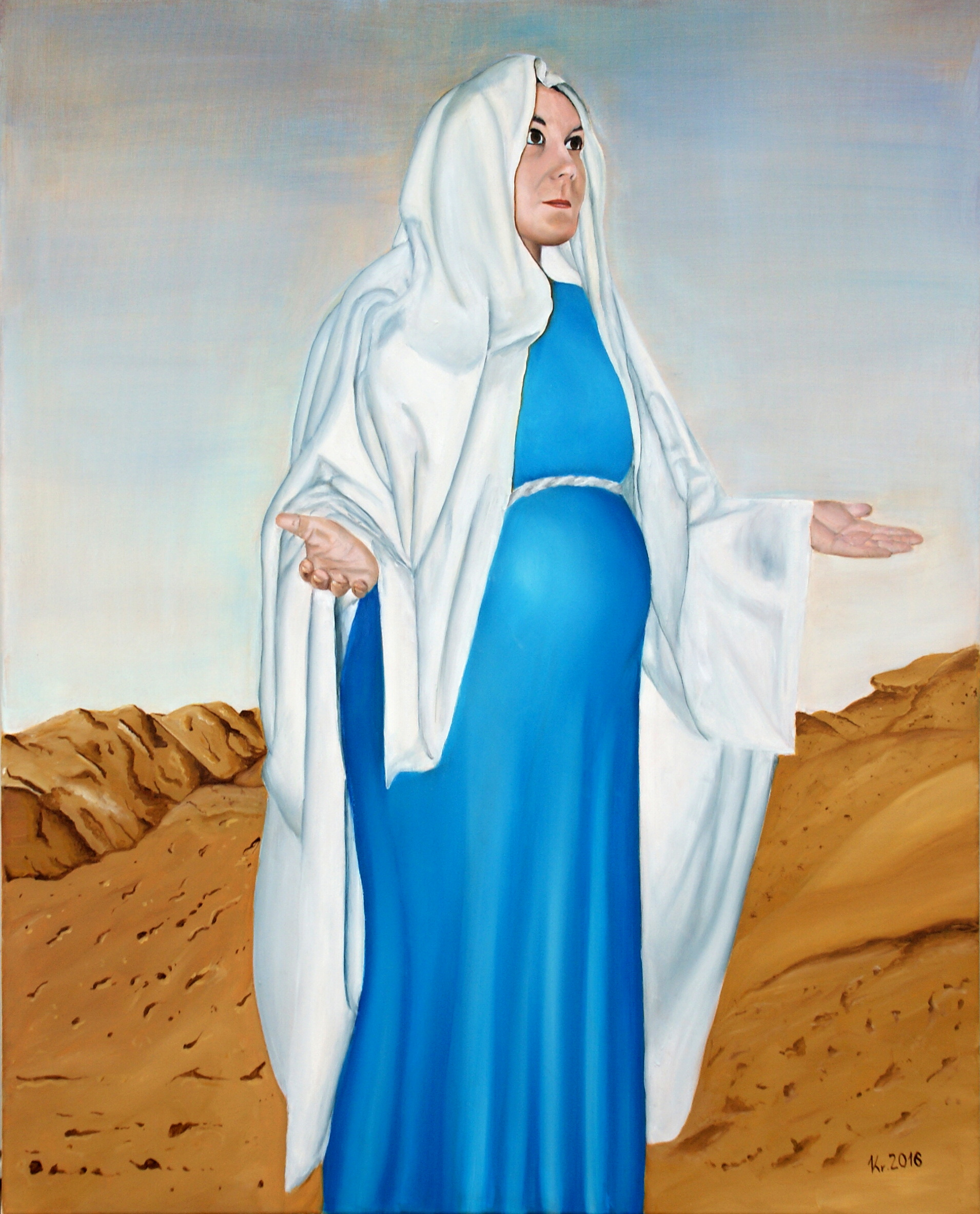
Těhotná – olej na plátně
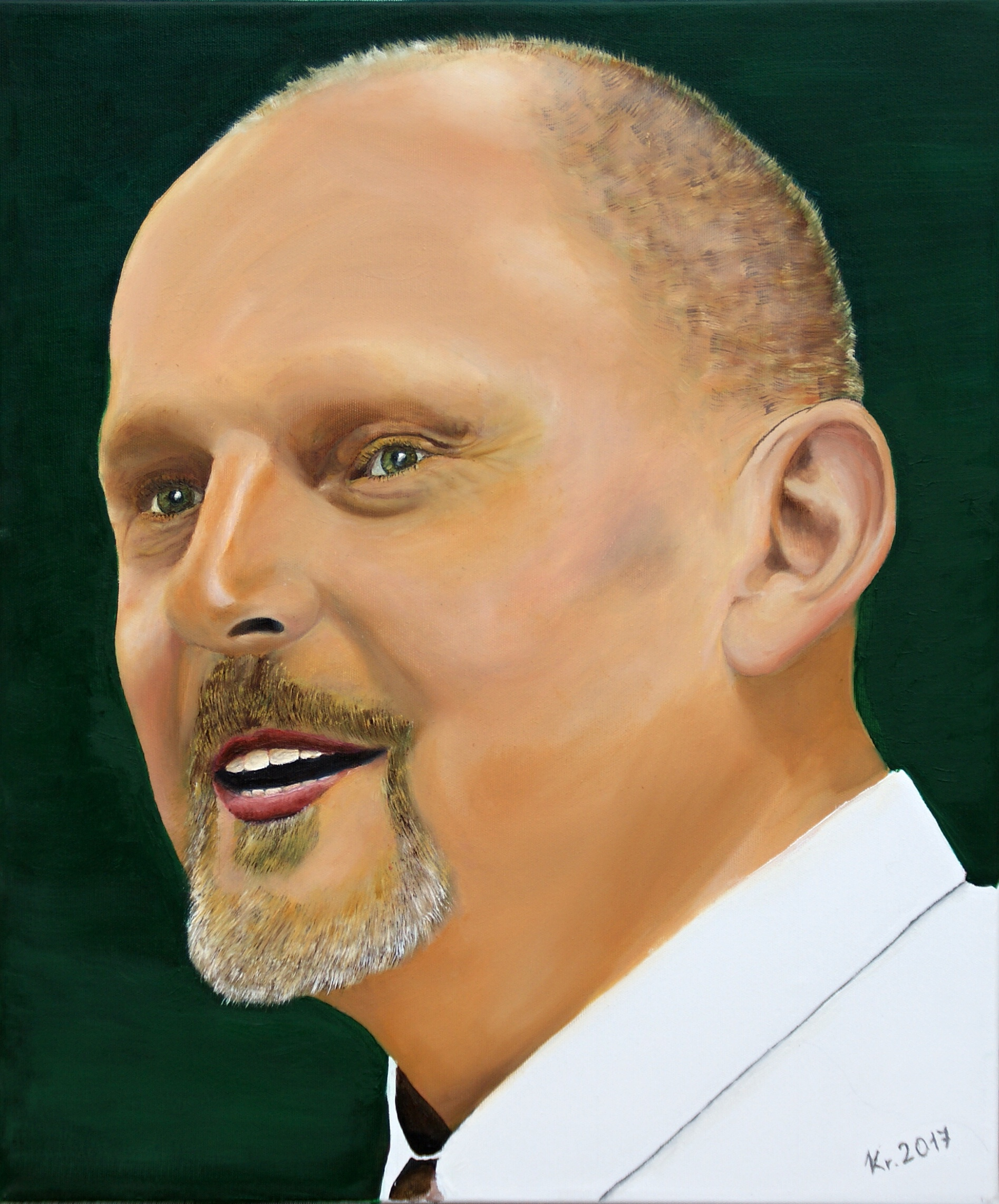
Autoportrét Ladislava Kratochvíla
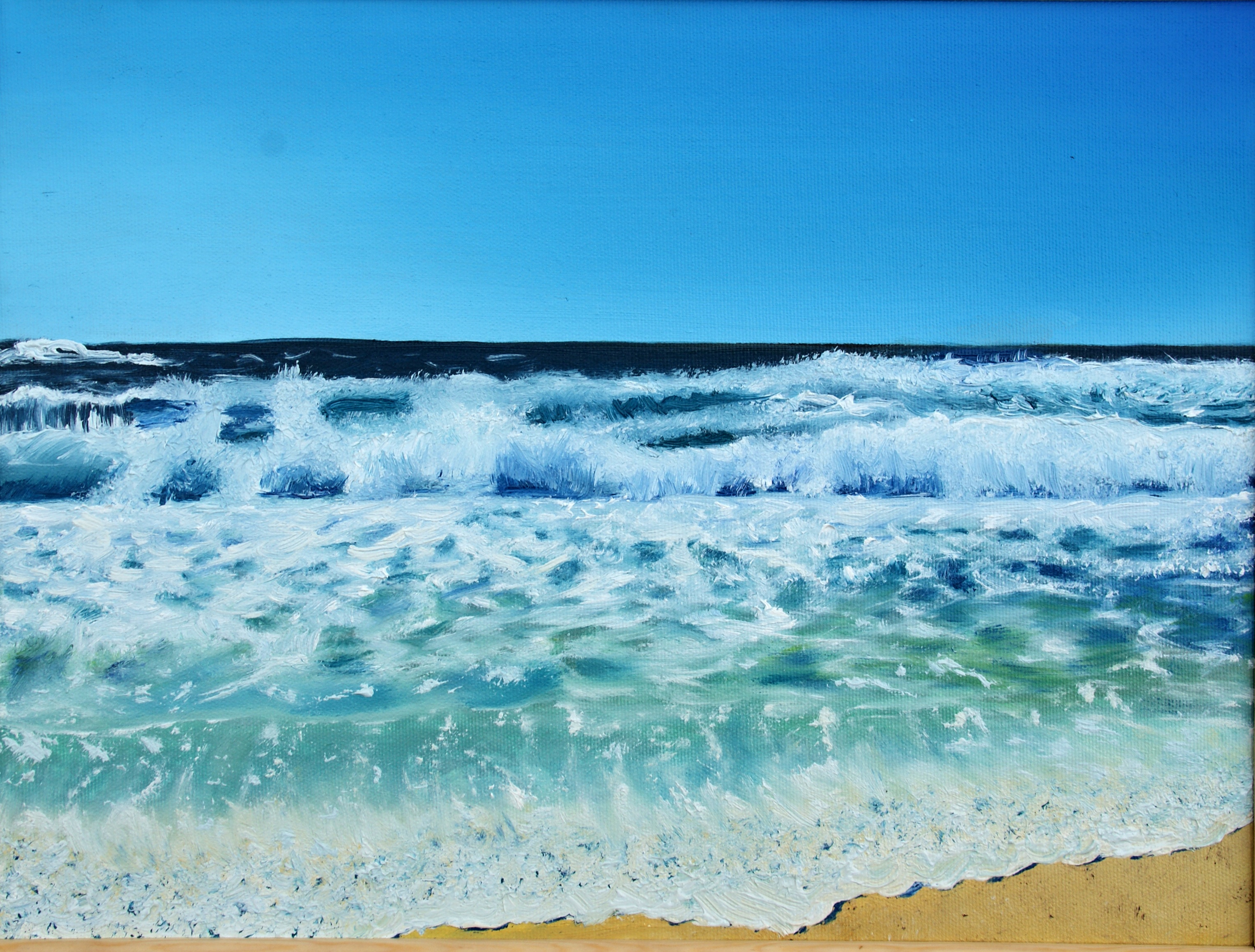
Moře – olej na plátně
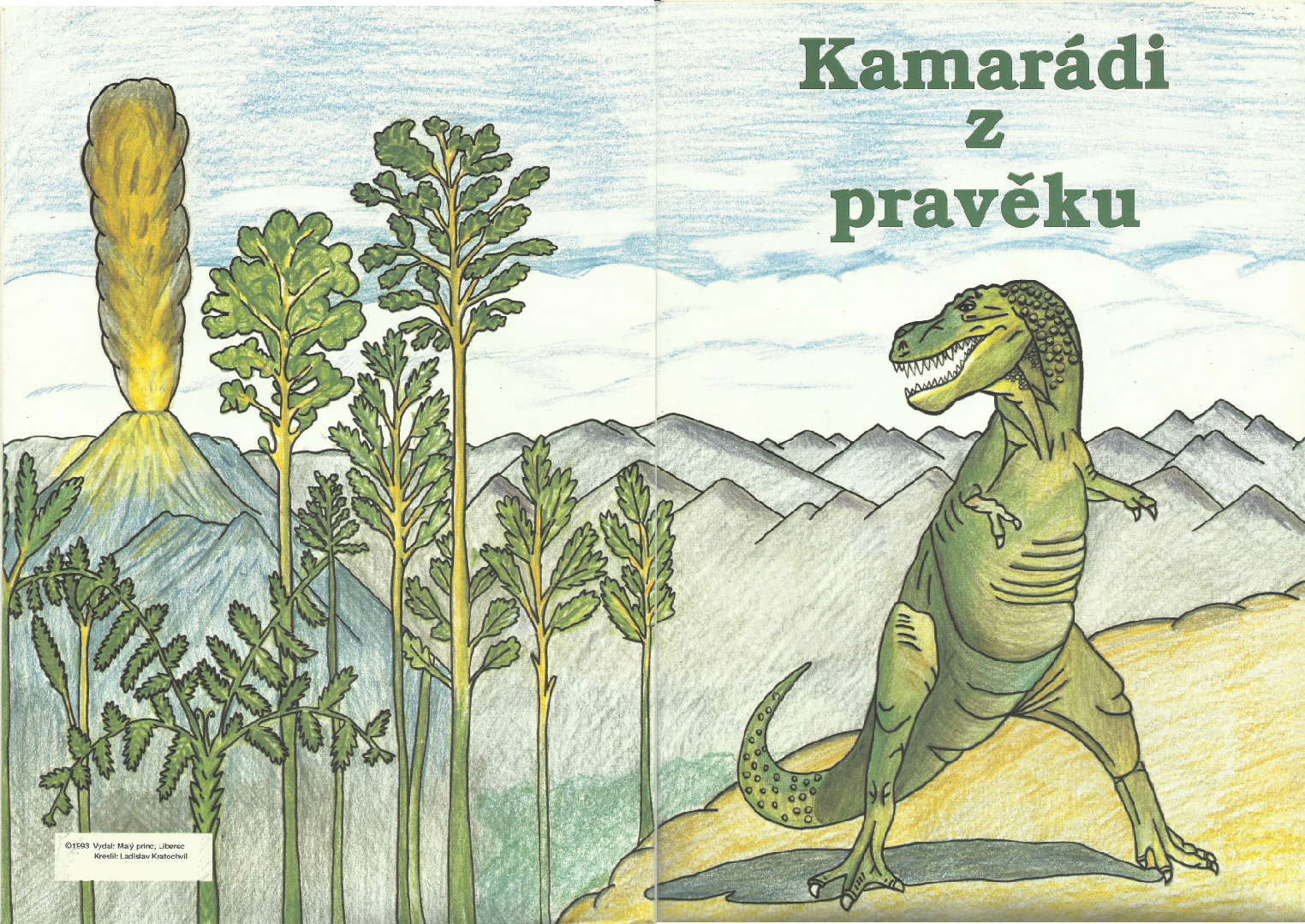
Kamarádi z pravěku – Studio Malý Princ Liberec – 1993